# Famille Lefèvre d'Ormesson
Pour les articles homonymes, voir Ormesson.
La famille Lefèvre d'Ormesson est une famille subsistante de la noblesse française, originaire d'Île-de-France, anoblie par charge en 1553. Elle a été admise à l'ANF en 1947. Cette famille compte parmi ses membres un ministre du roi Louis XVI, des hommes de lettres et académiciens, des compositeurs, des diplomates.

## Histoire
Le patronyme Lefèvre signifie « le forgeron ».
La famille Lefèvre d'Ormesson, d'ancienne bourgeoisie de robe, a été anoblie par charge en 1553,.
Selon Gustave Chaix d'Est-Ange, « La famille le Fèvre, ou Lefèvre d'Ormesson, est une des plus brillantes de la noblesse de robe parisienne. Elle paraît être la même que celle d'un Jean le Fèvre, procureur au Chàtelet, qui fut taxé à deux écus pour sa part à l'emprunt fait sur la ville de Paris le 5 mars 1495. La filiation suivie remonte à Jean le Fèvre, commis au greffe civil du Parlement de Paris (et non pas secrétaire du roi, comme l'a avancé La Chesnaye-Desbois), dont la veuve, Madeleine Gaudard, fille d'un procureur en la Chambre des comptes de Paris, est mentionnée dans un acte du 13 juillet 1530. Olivier Le Fèvre, seigneur d'Ormesson et d'Eaubonne, près de Paris, fils des précédents, fut un des magistrats les plus éminents de son temps. Argentier du roi en 1586, il devint dans la suite contrôleur général des finances, puis, en mai 1579, président en la Chambre des comptes, mourut à l'âge de 74 ans, en 1600, d'une chute de cheval, et fut inhumé dans l'église de Minimes de Chaillot. Il avait épousé en 1559 Anne d'Alesso, petite-nièce de saint François de Paule et héritière de l'importante seigneurie de Lézeau, au diocèse de Séez, en Normandie. Il eut trois fils :
1. Olivier, auteur de la branche ainée, président en la Chambre des comptes. Il épousa en 1591 Marie Hennequin. Sa descendance produisit des magistrats distingués. Elle s'éteignit avec son arrière-petit-fils, André-Robert le Fèvre d'Eaubonne, conseiller au Parlement de Paris en 1705, maître des requêtes en 1709, intendant de Soissons en 1715, président au Grand Conseil en 1720, décédé en 1735, et avec le fils de celui-ci, André le Fèvre, connu sous le titre de comte d'Eaubonne, né en 1716, décédé à Paris en 1791 sans laisser de postérité de deux alliances successives avec Mlle le Maître de Bellejame et avec Mlle d'Andigné ;
2. André, auteur de la branche cadette subsistante, intendant de Lyon, directeur des finances et conseiller d'État ;
3. Nicolas, seigneur de Lezeau, président aux requêtes du Palais, conseiller d'État, mort centenaire en 1680, dont les fils moururent sans postérité et dont la fille, Marie, héritière de la seigneurie de Lezeau, épousa en 16S4 Jean Ango, seigneur de la Motte, conseiller au Parlement de Normandie, auteur de la famille Ango de La Motte-Ango de Flers. »

Par le mariage en 1559 avec Anne d'Alesso, les d'Ormesson descendent de la sœur de saint François de Paule. Beaucoup portent le prénom de François(e) de Paule. Le 2 avril 1745, à Paris, dans l’église des Minimes, Jean-Baptiste Massillon prononça le panégyrique de saint François de Paule devant le chancelier d’Aguesseau et sa femme, Jeanne Françoise de Paule d’Ormesson.

## Un double transfert de nom

### Du toponyme au patronyme ...

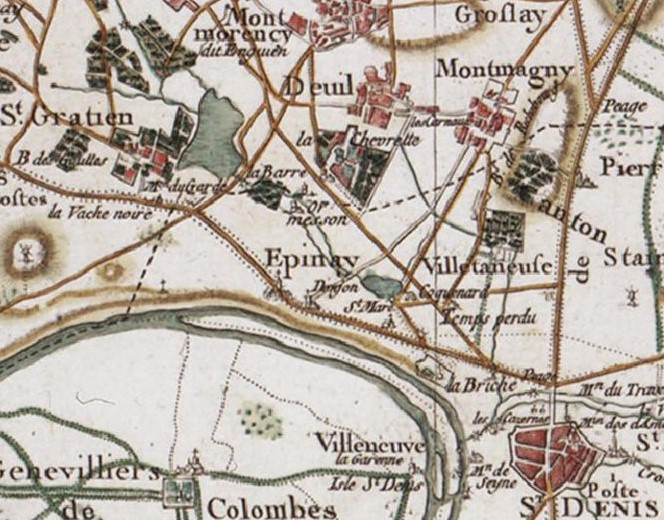
Extrait de la carte de Cassini centré sur Ormesson (Épinay-sur-Seine)

Ormesson est la seigneurie d'origine de la famille, acquise en 1554, par Olivier Lefèvre, qui prend le nom d'Ormesson. Au fil des années, le premier achat de 1554 de la « terre et maison d'Ormesson » est complété par des achats de terres environnantes et de la seigneurie proche d'Eaubonne. La maison est embellie et Olivier Lefèvre d'Ormesson y reçoit le roi Henri III à trois reprises.

### ... qui devient un autre toponyme

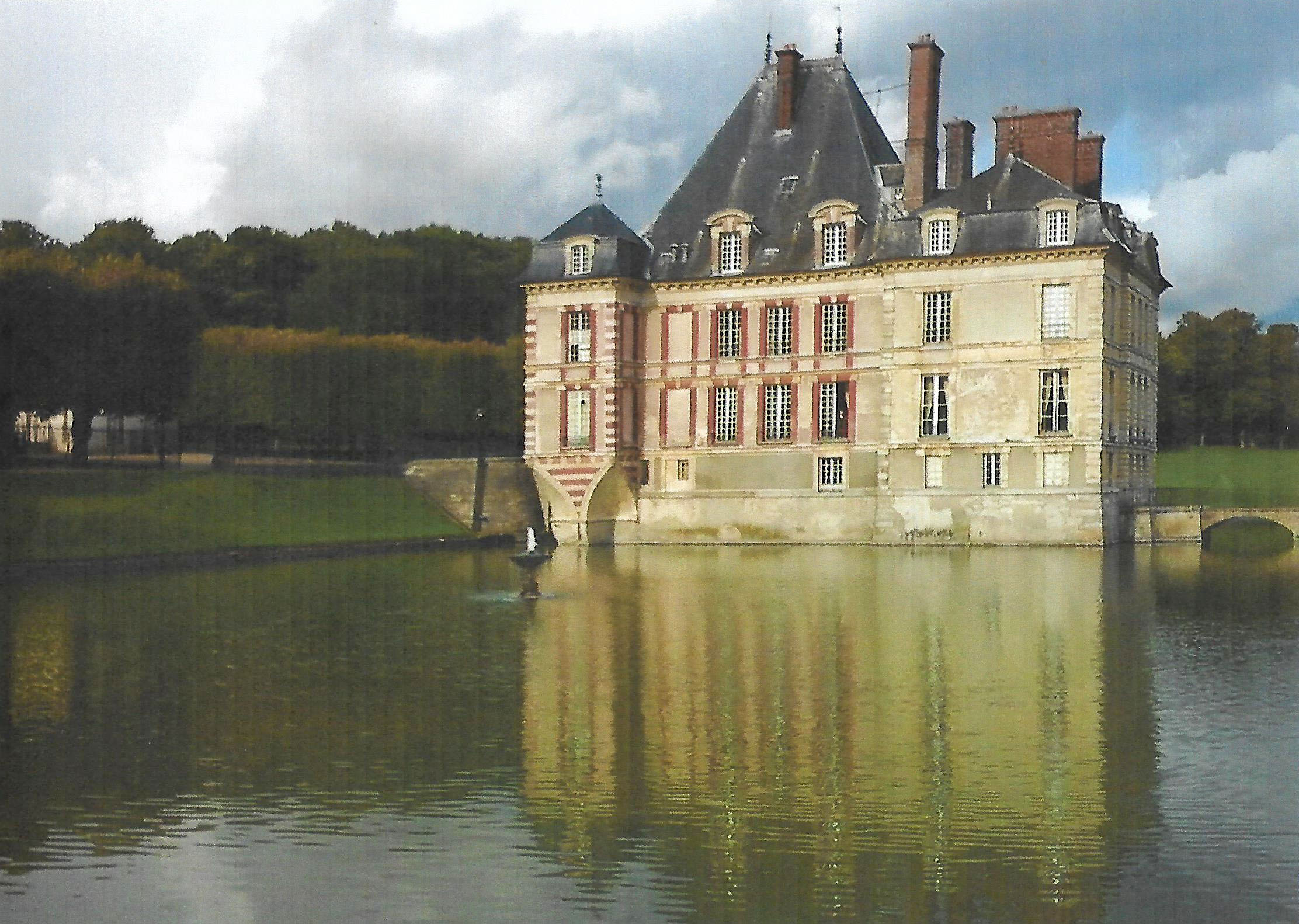
Château de la famille d'Ormesson à Ormesson-sur-Marne

En 1604, le fils d'Olivier Lefèvre d'Ormesson, André Lefèvre d'Ormesson épouse Anne Le Prévost, qui lui apporte en dot la terre d'Amboile. Après la mort d'André Lefèvre d'Ormesson en 1665, le château originel d'Ormesson est peu à peu abandonné par la famille, qui construit un château à Amboile et s'y installe. Ce château prend plus tard le nom de château d'Ormesson.
En 1706-1707, Henri François de Paule d'Ormesson agrandit son domaine foncier en achetant la moitié de la baronnie de La Queue-en-Brie et la seigneurie de Noiseau, voisines d'Amboile. Cela lui permet de posséder huit cents hectares.
En 1758, ces seigneuries réunies constituent, avec Chennevières-sur-Marne, le noyau du marquisat érigé pour son fils, Marie François Lefèvre d'Ormesson (1710-1775), intendant des finances, sous le nom de marquisat d'Ormesson. Finalement, cet Ormesson prend en 1927 le nom d'Ormesson-sur-Marne.

## Généalogie simplifiée
- André Lefèvre d'Ormesson (1577-1665), conseiller d'État.
  - Olivier Lefèvre d'Ormesson (1616-1686), magistrat qui prit part au procès Fouquet et sut se montrer indocile. À ce sujet, il s'illustra en répondant au roi Louis XIV en personne, qui réclamait la mort de Fouquet, « sire, la cour rend des arrêts, non des services »[7]. Cette phrase restera dans les annales et sera par la suite reprise par d'autres magistrats[8].
    - André Lefèvre, seigneur d'Ormesson (1644-1684), épouse en 1676 Éléonore Le Maitre de Bellejamme (1653-1681).
      - Henri François de Paule Lefèvre d'Ormesson (1681-1756), épouse en 1705 Catherine de La Bourdonnaye (?-1758).
        - Marie François de Paule Lefèvre d'Ormesson (1710-1775), 1er marquis d'Ormesson par lettre patente de 1758[9], épouse en 1740 Anne Louise du Tillet (1718-1792).
          - Henri Lefèvre d'Ormesson, 2e marquis d'Ormesson (1751-1808), contrôleur général des Finances avant la Révolution française
            - Marie Henri François de Paule Lefèvre, 3e marquis d'Ormesson (1785-1858), épouse en 1807 Henriette Ernestine de Grouchy (1787-1866).
              - Emmanuel Marie Henri François de Paule Lefèvre, 4e marquis d'Ormesson (1808-1882), épouse Marie Philippine de Namur (1823-1886)
                - Ernest Lefèvre d'Ormesson (1842-1842)
                - Emmanuel Marie François-de-Paule E. Lefèvre, 5e marquis d'Ormesson (1844-1922), général de brigade
                  - Henry Lefèvre d'Ormesson (1875-1899)
                  - Louis Lefèvre d'Ormesson (1879-1921)
                  - François Lefèvre, 6e marquis d'Ormesson (1886-1932)

                - Louis Lefèvre d'Ormesson (1845-1871)
                - Olivier Lefèvre d'Ormesson (1849-1923), diplomate français
                  - André Lefèvre d'Ormesson (1877-1957), 7e marquis d'Ormesson, diplomate français
                    - Henry Lefèvre d'Ormesson (1921-1995), 8e marquis d'Ormesson, haut fonctionnaire, inspecteur général des Finances, épouse Anne de Maupeou d'Ableiges[10].
                      - Olivier Lefèvre d'Ormesson (1953), 9e marquis d'Ormesson, avocat à la cour, membre de l'Autorité de la Concurrence, épouse Geneviève del Marmol (1958), de la famille noble belge del Marmol[11].
                        - Aline Lefèvre d'Ormesson (1987)[11].
                        - Pierre Lefèvre d'Ormesson (1990)[11], épouse Tatiana de de Nicolaÿ.
                        - Adrien Lefèvre d'Ormesson (1994)[11]..

                    - Jean Lefèvre d'Ormesson (1925-2017), académicien, romancier et chroniqueur, épouse Françoise Béghin[10].
                      - Héloïse Lefèvre d'Ormesson (1962), éditrice

                  - Yolande d'Ormesson (1880-1974), épouse Charles Arsène-Henry (1881-1943), consul de France, diplomate
                  - Wladimir Lefèvre d'Ormesson (1888-1973), académicien, écrivain, journaliste et diplomate, épouse Conchita de Malo y Zayas-Bazan
                    - Olivier Lefèvre d'Ormesson (1918-2012), maire, conseiller général, député, chevalier de la Toison d'or, il épouse Claude de Surian de Bras[10]
                      - Anne-Joachime[10] Lefèvre d'Ormesson (née en 1942), épouse Patrice Jacquin de Margerie[11]
                      - Olivia Lefèvre d'Ormesson (†), épouse Manley O. Hudson Jr[11]
                      - Nicolas Lefèvre d'Ormesson (†)[11]
                      - Jérôme Lefèvre d'Ormesson (1949), épouse Laurence Manset[10]
                        - Nicolas Lefèvre d'Ormesson (1980)[11]
                        - Jean Lefèvre d'Ormesson (1983)[11]
                        - Marie Lefèvre d'Ormesson (1986)[11]

                      - Henri Lefèvre d'Ormesson (1952) épouse Blanche de Coëtnempren de Kersaint, docteur en droit, directrice du Bottin Mondain, puis Pascale Vigand (†)[11]
                        - Olivier Lefèvre d'Ormesson (1983), organiste et compositeur, directeur de conservatoire[12]
                        - Sophie Lefèvre d'Ormesson (1984)
                        - Charles Lefèvre d'Ormesson (1988 )[10]

                    - André Lefèvre d'Ormesson (1921-2014) épouse Antonella Feltrinelli[10]
                      - Domitilla Lefèvre d'Ormesson (1951), épouse Robert Peugeot[10]
                      - Laetitia Lefèvre d'Ormesson, épouse Don Stefano Carrega Bertolini, prince di Lucedio[10]
                      - Donatella Lefèvre d'Ormesson (1960)[13], épouse Xavier de La Forest Divonne[10]

                    - Antoine Lefèvre d'Ormesson (3 novembre 1924 - 5 juillet 2016), compositeur, metteur en scène et architecte de golfs, épouse Maria del Rosario del Castillo (†) puis Isabelle Jacquin de Margerie (†)[10]
                      - François Lefèvre d'Ormesson (1951), épouse Diane Pierre-Brossolette puis Agnès Cordebar[11]
                        - Wladimir Lefèvre d'Ormesson (1980)[11]
                        - Victoire Lefèvre d'Ormesson (1984)[11]
                        - Alexandre Lefèvre d'Ormesson (2008)[11]

                      - Inès Lefèvre d'Ormesson (1952), épouse le Marquis Don Giovanni de Princes Corsini (1938-2025 )[10]

                - André Lefèvre d'Ormesson (1853-1853)

        - Louis Lefèvre d'Ormesson (1713-1782)
        - Louis Lefèvre d'Ormesson (1718-1789), premier président au Parlement de Paris.
          - Louis Lefèvre d'Ormesson de Noyseau (1753-1794), député à la Constituante, maître de la Librairie, guillotiné

        - Henri Lefèvre d'Ormesson (1724-1776)

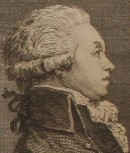
Louis Lefèvre d'Ormesson de Noyseau (1753-1794)
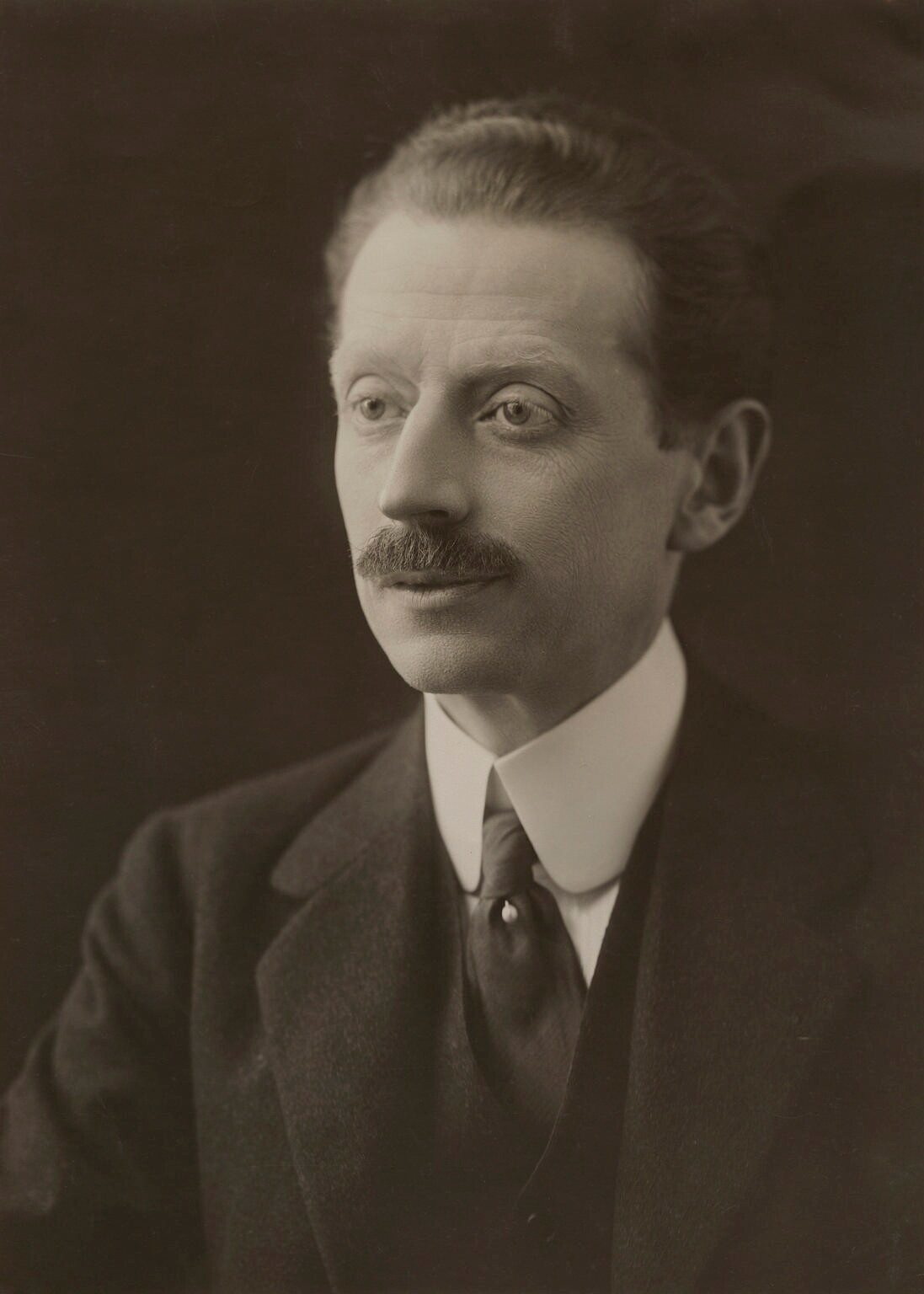
Wladimir d'Ormesson (1888-1973)
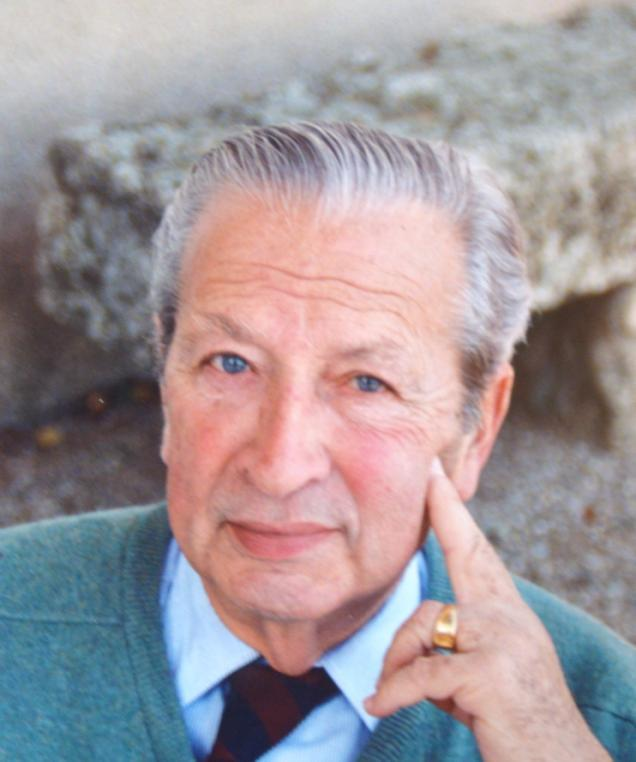
Olivier d'Ormesson (1918-2012)
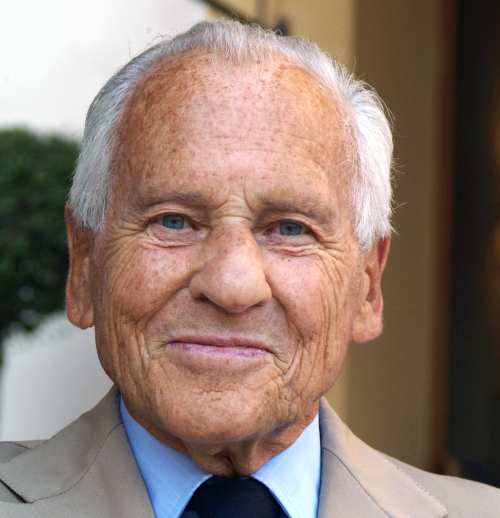
Jean d'Ormesson (1925-2017)
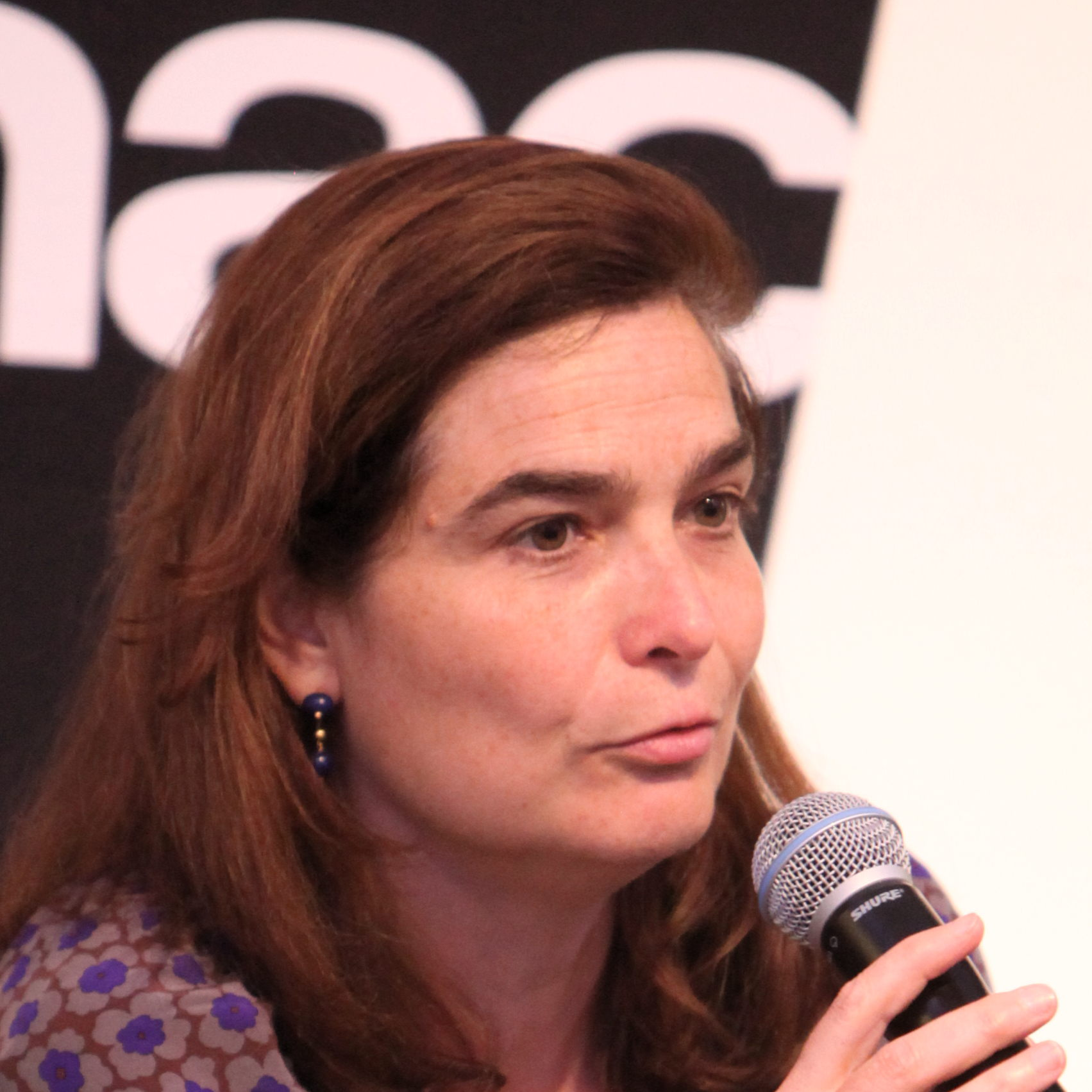
Héloïse d'Ormesson (née en 1962)

## Armes et devise
- Armes : D'azur, à 3 lis de jardin d'argent tigés et feuillés de sinople posés en pal[14]
- Devise : Grande decus gentis lilia semper erunt[15],[16]

Les villes d'Ormesson-sur-Marne et de Thiais portent pour blason les armes de cette famille.

## Alliances
Les principales alliances de la famille Lefèvre d'Ormesson sont : d'Alesso, Hennequin (1591), de Verthamon, le Gouz de la Berchère, de Pomereu (1680), d'Andigné, d'Aguesseau (1694), de la Bourdonnaye (1705), (1766), de Barentin (1724), d'Aspremont (1779), du Tillet (1708 et 1740), de Crussol-Montausier (1769), le Pelletier de Mortefontaine (1773), le Febvre de la Barre (1682), de Bourgoing (1724), de Rosmadec (1736), Feydeau, de Grouchy (1807), Ango de la Motte de Flers, de Maistre de Vaujours (1811), de Namur d'Elzée (1857), de Montalembert, du Breuil-Hélion de la Guéronnière, de Hemricourt de Grunne (1909), Roullet de la Bouillerie (1911), de Malo y Zayas-Bazan (1913), Anisson du Perron (1920), de Surian de Bras (1942), Béghin (1962), de Maupeou, Jacquin de Margerie, de La Forest Divonne, de Coëtnempren de Kersaint, Armand, Pierre-Brossolette, Peugeot, de Nicolaÿ (2021).

## Archives familiales
Des documents de la famille provenant d'une partie des archives du château d'Ormesson sont conservés aux Archives nationales sous la cote 144AP. Ils sont consultables sous forme de microfilms. Ces documents communiqués par Wladimir d'Ormesson en 1959 ont fait l'objet d'une publication par les Archives nationales.